# California State Route 58
La California State Route 58 è un'autostrada californiana, conosciuta con il nome di Calf Canyon Highway. Si estende da ovest a est per 388 km e collega Santa Margherita e Barstow. Comincia a ovest distaccandosi dalla U.S. Route 101 e termina a est con la Interstate 15. Attraversa buona parte della catena costiera californiana passando per la valle di San Joaquin, peri i monti Tehachapi e per il deserto del Mojave.
In vari punti l'autostrada è nota con questi nomi: Calf Canyon Highway, Carrisa Highway, Bakersfield-McKittrick Highway, Rosa Parks Highway, Rosedale Highway, Barstow-Bakersfield Highway, Kern County Korean War Veterans Memorial Highway e Mojave-Barstow Highway.

## Gestione
Così come le Interstate, come le U.S. Routes e come le strade statali, la strada statale 58 è gestita dal California Department of Transportation (CALTRANS).

## Principali inserzioni
Le principali inserzioni della State Route 58 sono:
 L'Interstate 5 a Buttonwillow;
 la California State Route 99 a Bakersfield;
 la California State Route 14 a Mojave;
 l'U.S. Route 395 a Kramer Junction.